# Joseph Lister, 1. Baron Lister

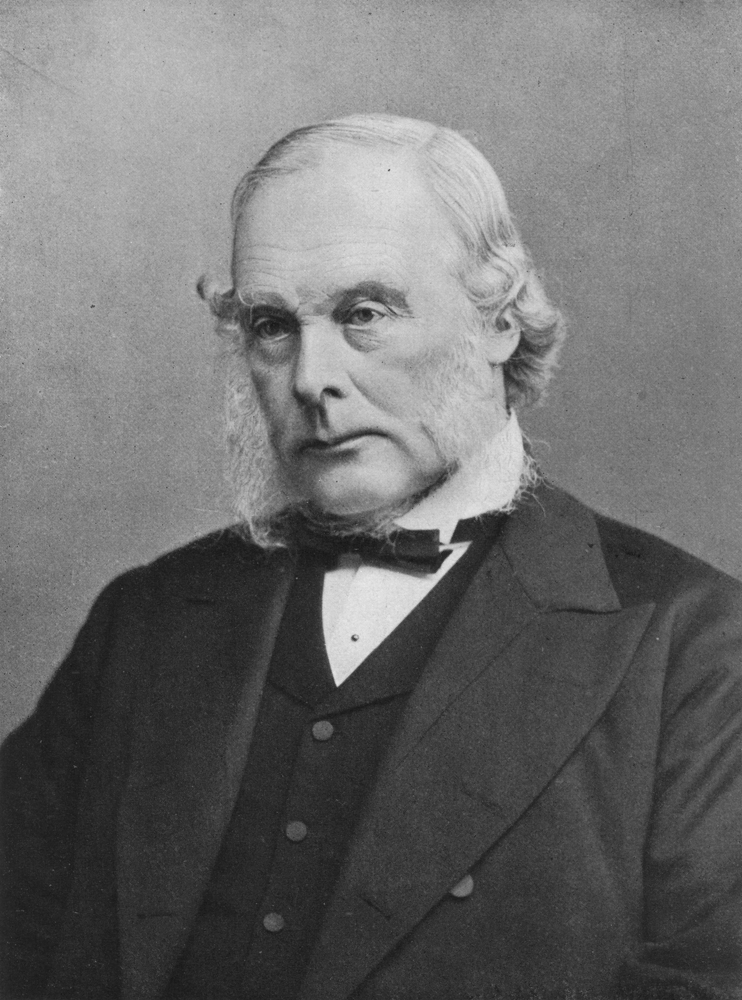
Joseph Lister, 1902

Joseph Lister, 1. Baron Lister (* 5. April 1827 in Upton, Essex; † 10. Februar 1912 in Walmer, Kent, im heutigen Dover District) war ein englischer Chirurg. Er war Professor der Chirurgie in Glasgow und Edinburgh. Ab 1867 wurde er weltberühmt als „Vater der antiseptischen Chirurgie“, die er bis 1874 begründet hatte.

## Leben
Joseph Lister stammte aus einer wohlhabenden Quäkerfamilie in Upton, Essex. Sein Vater war der Physiker Joseph Jackson Lister, ein Wegbereiter der optischen Mikroskopie, seine Mutter hieß Isabella, geborene Harris. Joseph Lister ging in Hitchin und Tottenham zur Schule und studierte von 1844 bis 1852 in London, zunächst Artes (1847 wurde er Bachelor of Arts) und ab 1846 auch Medizin (angeregt durch seine Anwesenheit bei der öffentlichen Vorführung von Narkose durch Robert Liston), und erhielt 1852, 25-jährig, den Bachelor of Medicine (Medicinae Baccalaureus). 1855 wurde er Mitglied („Fellow“) des Royal College of Surgeons in Edinburgh sowie Hauschirurg (House Surgeon) an der Royal Infirmary und Assistent des Regius Chair of Clinical Surgery, James Syme (sein Schwiegervater).
Ab 1860 war er Regius Professor für Chirurgie in Glasgow, ab 1869 folgte Lister seinem Schwiegervater als Regius Professor der klinischen Chirurgie an der Universität Edinburgh nach. 1877 wurde er zum Professor für klinische Chirurgie am King’s College London berufen.
Gleichzeitig mit seiner Ernennung zum Regius Professor in Edinburgh wurde er Surgeon to the Queen in Scotland. 
Er operierte 1871 erfolgreich Königin Victoria, die während ihres Aufenthaltes in Balmoral Castle einen Abszess in der Achselhöhle bekommen hatte.
Im Jahr 1891 wurde Joseph Lister der Leiter des nach dem Vorbild des Pariser Pasteur-Instituts gegründeten „British Institute of Preventive Medicine“. Es heißt seit 1903 Lister Institute of Preventive Medicine.

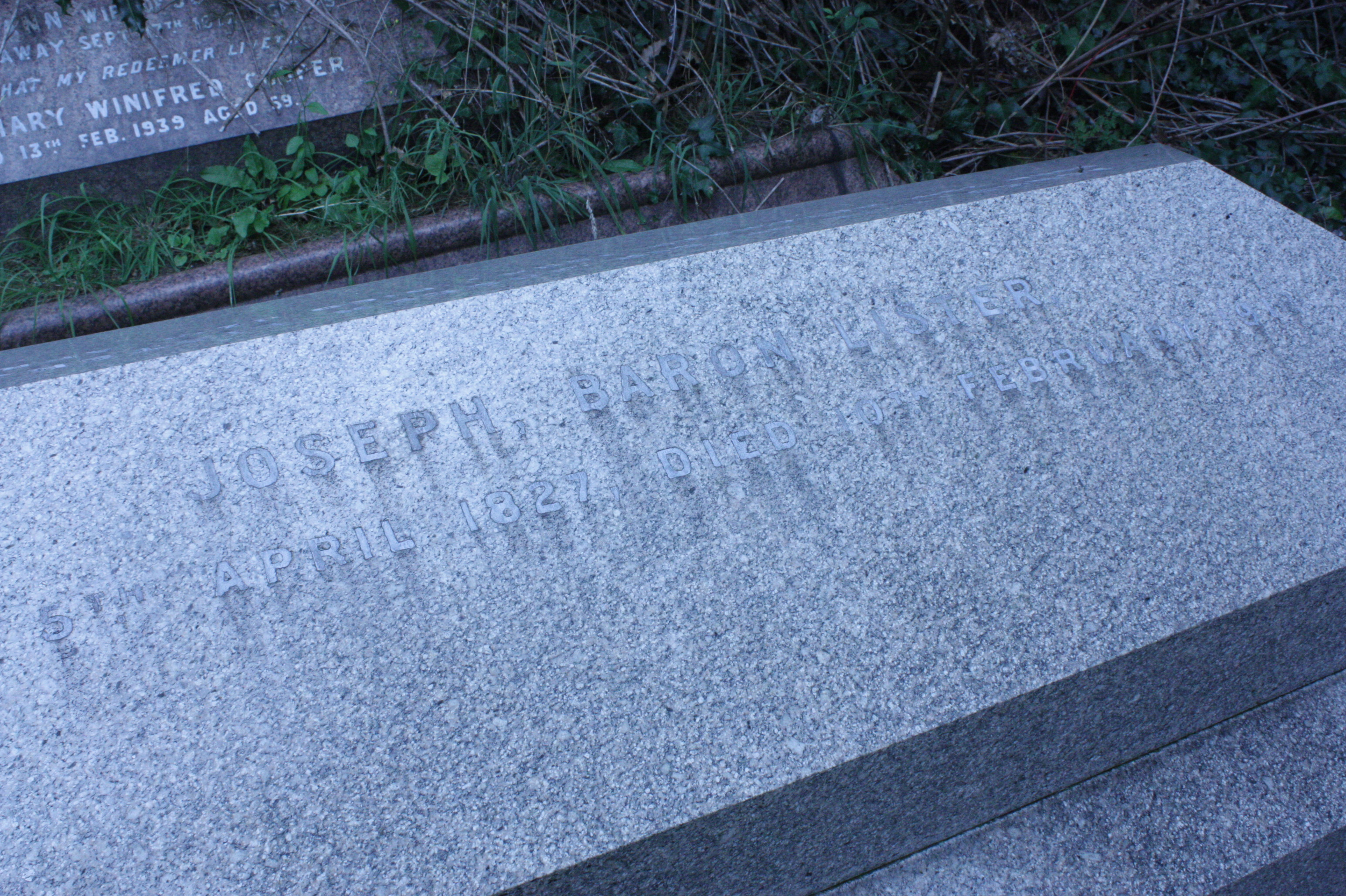
Listers Grabstein

1856 heiratete Lister die Tochter des Chirurgen James Syme, Agnes Syme. Nach dem Tod seiner Frau 1892, auf einem Urlaub in Italien, zog er sich aus der Praxis zurück, beriet aber noch hin und wieder, zum Beispiel 1901 bei der Blinddarmoperation von König Edward VII. kurz vor dessen Krönung.
Lister liegt auf dem Friedhof von West Hampstead (Hampstead Cemetery) begraben.

## Werk
Ein Großteil seiner Pionierarbeit in antiseptischer Medizin („Listerismus“, heute Antisepsis genannt) entstand in Glasgow in den 1860er Jahren, wo Lister neben seiner Professur Chirurg an der Royal Infirmary war. Dabei wurde er von den Schriften von Louis Pasteur über Keime als Ursache von Fermentations- und Fäulnisprozessen beeinflusst, auf die ihn Thomas Anderson, Professor für Chemie in Glasgow, 1865 aufmerksam machte. Der Einsatz von Phenol (damals „Karbolsäure“ genannt) zur Geruchsbekämpfung in Abwässern in der Stadt Carlisle und seine Verwendung im Rahmen der Neuanlage der Kanalisation in Paris durch Georges-Eugène Haussmann brachte Lister auf die Idee, in der Chirurgie und der Wundmedizin mit Phenol zu experimentieren. Zunächst wurde eine Phenollösung bei und nach Operationen über dem Operationsfeld vernebelt, so dass die Hände der Ärzte, die Instrumente und auch die Operationswunde mit einem bakteriziden Film benetzt wurden. Am 12. August 1865 führte er die erste Operation mit Phenol-Antisepsis an einem elfjährigen Jungen durch. Die Operation verlief erfolgreich. Vor Listers Entdeckungen betrug die Sterblichkeitsrate an Infektionskrankheiten, insbesondere durch den gefürchteten Hospitalbrand, nach der eigentlichen Operation noch 50 %, die Benutzung von Antisepsis und ordentlicher Hygiene senkte die Sterblichkeit auf 15 %.
Um 1867 versorgte Lister als Erster Wunden mit in Phenol getränkten Verbänden (Listerscher Verband). Im selben Jahr äußerte er vor der British Medical Association in Dublin, es müsse die erste Sorge sein, dass alle septischen Keime, die während eines Unfalls oder später in die Wunde gelangt sein könnten, durch Karbolsäure zerstört werden. Lister informierte die Fachwelt in einer ab März 1867 in der Zeitschrift The Lancet publizierten Artikelserie über diese antiseptische Maßnahme. Diese Veröffentlichungen revolutionierten die Chirurgie und läuteten das Zeitalter der Antisepsis und Asepsis ein. Auch führte er, eben von Glasgow nach London berufen, 1877 die erste Operation einer frischen Kniescheibenfraktur unter antiseptischen Bedingungen durch und begann damit die antiseptische Knochenchirurgie, zusammen mit seinem früheren Glasgower Kollegen und Freund Sir Hector Clare Cameron.
Durch das Phenol wurden die noch im Verband und auf Wundoberfläche vorhandenen Bakterien wirkungsvoll abgetötet, neue Keime kamen nicht mehr an die Wundoberfläche; die Wundheilung verlief daher komplikationslos und schnell. Lister entwickelte aus dem zunächst punktuellen Einsatz von Phenol die systematische Krankenhaushygiene. Häufiges Händewaschen der Ärzte und des Pflegepersonals mit Phenollösung und der Einsatz von Gummihandschuhen zeigten nachhaltige Wirkung. Mit der Einführung der Desinfektion von Instrumenten und Verbänden verloren unfallbedingte bzw. mit chirurgischen Eingriffen verbundene Krankenhausaufenthalte ihren Schrecken. Die Patientensterblichkeit sank rapide. In Deutschland hatte unter anderem der Würzburger Chirurg Wenzel von Linhart die antiseptische Verbandmethode nach Lister am Juliusspital vor 1877 etabliert. Auch Ferdinand Riedinger machte dort die bereits 1866 in Lazaretten bewährte Technik des „Listerns“ bekannt. Jahrzehnte nach den von der österreichischen Fachwelt abgelehnten Erkenntnissen von Ignaz Semmelweis führten erst die Listerschen Forschungsergebnisse zu den bahnbrechenden Grundsätzen von Asepsis und Antisepsis im Gesundheitswesen. Zudem entdeckte Lister die die Milchgerinnung bewirkenden Streptokokken. Nach mikroskopischen Studien (Lister wurde Mitglied der Royal Microscopical Society) erkannte er die Unzulänglichkeit von Seide und Faden als Nahtmaterial; er führte die chirurgische Verwendung von Catgutfaden (aus Naturdarm) ein.
Lister begann 1871 mit Pilzen der Art Penicillium zu experimentieren. 1884 wandte er als Erster erfolgreich Penicillin an (gegen den Abszess einer Krankenschwester). Allerdings veröffentlichte Lister seine Ergebnisse nicht und somit gilt heute Alexander Fleming als Entdecker des Penicillins. Fleming wurde dafür 1944 geadelt und erhielt dafür 1945 (zusammen mit anderen) den Nobelpreis für Medizin.

## Ehrungen
Lister erhielt 1878 von der Universität Edinburgh den Ehrengrad eines Doktors der Medizin, 1879 und 1880 von Oxford und Cambridge den Doktorgrad der Rechte. 1893 wurde ihm der erbliche Adelstitel Baronet, of Park Crescent in the Parish of St Marylebone in the County of Middlesex, verliehen. 1897 wurde er mit dem erblichen Titel Baron Lister, of Lyme Regis in the County of Dorset, zum Peer erhoben und erhielt einen Sitz im House of Lords. Von der Royal Society wurde er 1880 mit der Royal Medal, 1902 mit der Copley Medal ausgezeichnet und war als erster Chirurg deren Präsident (1895–1900).
1885 wurde er in den preußischen Orden Pour le Merite (Friedensklasse) aufgenommen.
Darüber hinaus verlieh ihm die britische Krone den Order of Merit als einem der 12 Mitglieder bei der ersten Verleihung und nahm ihn 1902 ins Privy Council auf. Er war Ehrenbürger (Freeman) von Edinburgh, Glasgow und London. Im Jahr 1877 erhielt er die Cothenius-Medaille der Leopoldina, 1882 wurde er zum Mitglied der Leopoldina gewählt. 1893 wurde er in die American Academy of Arts and Sciences gewählt, 1898 in die National Academy of Sciences und 1912 in die Académie des sciences in Paris. Im Januar 1902 ehrte ihn der britische Polarforscher Robert Falcon Scott im Rahmen der Discovery-Expedition (1901–1904) mit der Benennung des Mount Lister in der Royal Society Range des ostantarktischen Viktorialands. In der Antarktis tragen darüber hinaus der Lister-Gletscher im Viktorialand sowie der Lister-Gletscher auf der Brabant-Insel seinen Namen. 1905 wurde er Ehren-Fellow des Royal College of Surgeons of Edinburgh.
Zu Listers Ehren wird vom Royal College of Surgeons of England seit 1924 die Lister-Medaille für Leistungen in der Chirurgie verliehen. Statuen am Portland Place in London und im Kelvingrove Park in Glasgow erinnern an ihn. Nach ihm ist eine pathogene Bakteriengattung (Listeria, durch J. H. H. Pirie 1940) und ein Gebäude in der Royal Infirmary in Glasgow benannt. Er ist einer der 23 ursprünglichen Namen auf dem Fries der London School of Hygiene and Tropical Medicine, die Personen aufführen, die sich um öffentliche Gesundheit und Tropenmedizin verdient gemacht haben.
Die Medizinische Fakultät der Universität Münster ehrt bedeutende Persönlichkeiten der medizinischen Geschichte, indem den neuen Semesterkohorten des Studiengangs der Humanmedizin ein Namenspatron zur Seite gestellt wird. So trägt die Semesterkohorte mit Studienbeginn zum Sommersemester 2022 den Namen Joseph Lister-Semester.

## Veröffentlichungen
- Minute structure of the involuntary muscular fibre. In: Transactions of the Royal Society of Edinburgh. Band 21, 1857, S. 549–557.
- On the early stages of inflammation. In: Philosophical Transactions of the Royal Society (London). Band 8, 1858, S. 581.
- Observations on Ligature of arteries on the antiseptic system. Churchill and Sons, 1870. (Reprint aus The Lancet. Nr. 1, 3. April 1869, S. 451).
- A Contribution to the Germ Theory of Putrefaction and Other Fermentative Changes, and to the Natural History of Torulae and Bacteria. In: Transactions of the Royal Society of Edinburgh. Band 27, 1875, S. 313–344.
- On the Nature of Fermentation. In: Quarterly Journal of Microscopical Science. Neue Folge, Band 18, 1878, S. 177–194.
- On the Lactic Fermentation, and Its Bearings on Pathology. In: Transactions of the Pathological Society of London. Band 29, 1878, S. 425–467.
- Joseph Lister’s erste Veröffentlichungen über antiseptische Wundbehandlung: (1867, 1868, 1869). J. Barth, Leipzig 1912 (Sudhoffs Klassiker der Medizin, Herausgeber Friedrich Trendelenburg). Insbesondere sind dort nachgedruckt:
  - On a New Method of Treating Compound Fracture, Abscess, etc., With Observations on the Conditions of Suppuration. In: The Lancet. Nr. 1, 1867, S. 326–329, 357–359, 387–389, 507–509, sowie Nr. 2, 1867, S. 95–96.
  - On the Antiseptic Principle in the Practice of Surgery. In: The Lancet. Nr. 2, 1867, S. 353–356, (Online bei Harvard Classics)
  - On the Antiseptic Treatment in Surgery. In: British Medical Journal. Nr. 2, 1868, S. 53–56, 101–102, 461–463, 515–517, und Nr. 1, 1869, S. 301–304.
- Scientific Papers. P. F. Collier, New York 1910.